# Riosmenudos de la Peña
Riosmenudos de la Peña es una localidad y también una pedanía del municipio de Respenda de la Peña, en la comarca de la Montaña de la Provincia de Palencia, en la comunidad autónoma de Castilla y León, España.

## Demografía
Evolución de la población en el siglo XXI
| Gráfica de evolución demográfica de Riosmenudos de la Peña entre 2000 y 2020 |
|                                                                              |
| Población de derecho (2000-2020) según el padrón municipal del INE           |

## Historia
A la caída del Antiguo Régimen la localidad se constituye en municipio constitucional que en el censo de 1842 contaba con 24 hogares y 125 vecinos, para posteriormente integrarse en Respenda de la Peña.

## Patrimonio

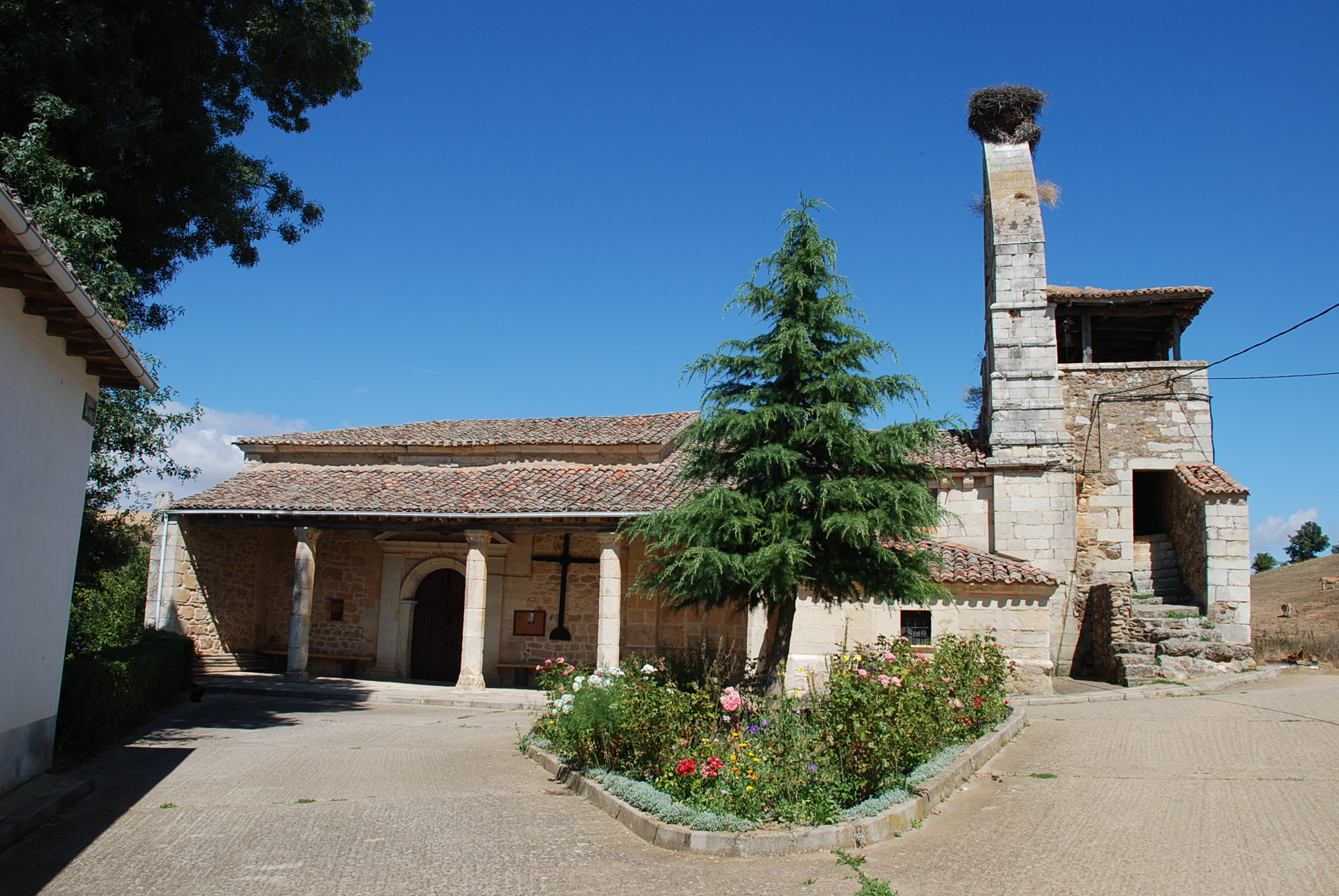
Iglesia de San Miguel en Riosmenudos de la Peña.

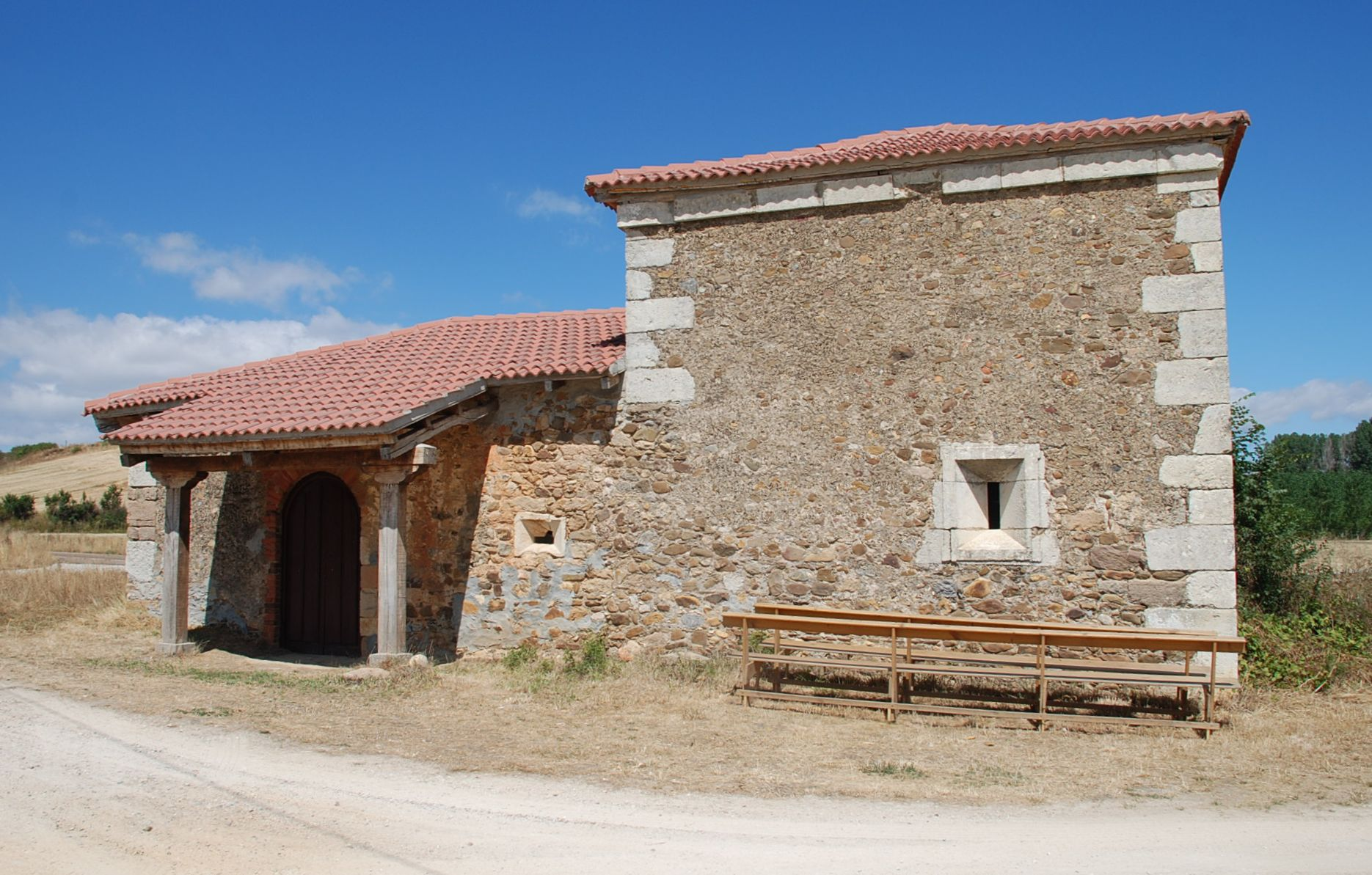
Ermita de San Roque en Riosmenudos de la Peña.

- Iglesia de San Miguel: El templo actual se erige sobre otro anterior de origen románico. Articulado en torno a una sola nave que se cubre con una bóveda de cañón con lunetos. Dentro de la iglesia, aparte de los dos retablos barrocos laterales, destaca el retablo mayor de estilo neoclásico, y la pila bautismal de la misma época.
- Ermita de San Roque:Templo situado a la salida del pueblo hacia Respenda de la Peña. Su festividad se celebra el 16 de agosto.
- Casas solariegas: Destacando la casa con el escudo hidalgo de los García y Guadianas, en el que se ve un puente guarnecido por una torre y defendido por un león y un águila bajo tres estrellas de 8 puntas y 3 flores de lis, donde se puede leer: "HARMAS DE LOS GARCIAS Y GUADIANAS".
- Cicloturismo: Existen varias rutas con origen en el propio pueblo de carácter campestre, ideales para descubrir el entorno natural que rodea al casco urbano, destacando aquella que llega hasta las lagunas próximas al pueblo.

## Lugares de interés
Ruta de los Pantanos, Pico Espigüete, Pico Curavacas, Pico del Fraile, el Brezo y disfrutar de la belleza de la Montaña Palentina.